# Вірупакша
Вірупакша (д/н– бл. 1346) — останній магараджахіраджа Держави Хойсалів в 1342—1346 роках. Відомий також як Віра Балала IV.

## Життєпис
Син Віра Балали III. Ймовірно брав участь у військових кампанія проти Сеунів у 1297—1305 роках. 1311 року делійський полководець Малік Кафур захопив столицю Хойсалів — Дварасамудру. Віра Балала III вимушен був визнати зверхність Делійського султанату. Вірупакшу було відправлено як заручника до Делі. Але 1313 року завдяки дипломатії батька йому вдалося повернутися на батьківщину.
З 1316 року, коли держава відновила незалежність, брав участь у державних та військових подіях. Разом з тим наступні історики називають Вірупакшу нездарою, але це ймовірно пропаганда віджаянагарських правителів, щоб виправдати повалення Хойсалів.
1342 року в битві з військом Ма'абарським султанатом Віра Балала III зазнав поразки, потрапив у полон й був страчений. Владу перебрав Вірупакша, який опинився в складній ситуації з огляду тривалого наступу султана Мухаммад-шаха Дамгані. Також кращі полководці Хойсалів загинули у битві. Цим скористався Харіхара Сангама, раджа Ґутті, що оголосив про незалежність й виступив проти магараджахіраджи. Це спричинила ланцюгову реакцію інших васалів та намісників, що оголосили про незалежність, серед яких було ще 4 брата Харіхари. Також виступив проти правителя його стрийко Данданаяка.
Вірупакша відступив до своїх васалів магарадж Банавасі з однією з гілок Кадамба. Звідси воював проти братів Сангама та Мухаммад-шаха Дамгані. Йому допомагав Віра Пандья IV, володар держави Пандья. Втім поступово його володіння скорочувалися. Обидві столиці Хойсалів — Дварасамудра та Хосапаттна опинилися під владою Букки I, брата Харіхари. Останню було перейменовано на Віджаянагар, звідки походить назва подальшої Віджаянагарської держави. 1345 року загинув Віра Пандья IV.
Зрештою 1346 року від зазнав поразки від Дангані, потарпивши у полон. З нього було здерто шкіру, в цьому повторив долю батька. В результаті Держава Хойсалів була розділено між Віджаянагарською державою і Ма'абарським султанатом. Держава Хойсалів припинила своє існування.